# Selim III.

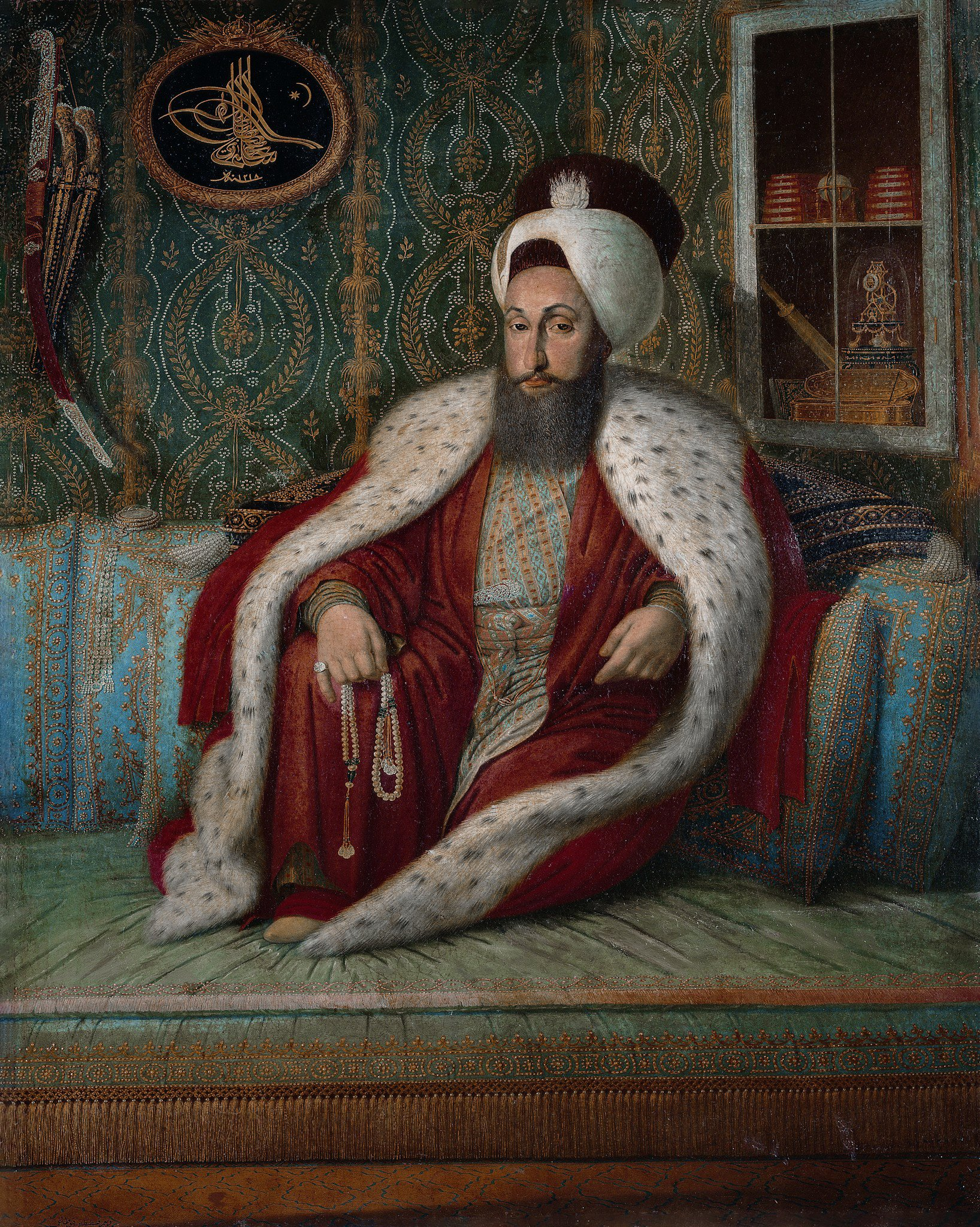
Selim III.

Selim III. (geboren 24. Dezember 1762 in Konstantinopel heute Istanbul; gestorben 28. Juli 1808 ebenda) war von 1789 bis 1807 Sultan des Osmanischen Reiches.

## Leben
Selim war ein Sohn des Sultans Mustafa III. und Mihrişah Sultan. Er folgte seinem Onkel Abdülhamid I. auf dem Thron, der Selim eine gute Ausbildung gewährt hatte. Er hatte viel mit Ausländern verkehrt und war zu der Erkenntnis gelangt, dass der Staat gründlich reformiert werden müsse. Zunächst führte er jedoch die Kriege gegen Österreich und Russland mit wenig Erfolg weiter. Erst nach dem Frieden von Sistowa 1791 mit Österreich und dem Frieden von Jassy (Iași) 1792 mit Russland bekam er in Europa eine Atempause, während Napoleons Invasion in Ägypten und Syrien ab 1798 alle Kräfte des Osmanischen Reiches band und außerdem die alte Allianz zu den Franzosen zerbrechen ließ. Im Friedensschluss von 1802 konnte er allerdings Ägypten erneut für sein Reich sichern.
Selim machte die Verwaltung durch Reformen effektiver, insbesondere im Finanzwesen, zog zahlreiche Lehen militärisch unzuverlässiger Vasallen ein und versuchte, das Bildungssystem zu verbessern. Die osmanische Armee modernisierte er durch die Gründung einer Ingenieurs- und einer Seefahrtschule. Zudem verpflichtete Selim ausländische Offiziere als Ausbilder, durch die er ein kleines, neues Korps, die Nizâm-ı Cedîd (osmanisch نظام جدید ‚Neue Ordnung‘) trainieren ließ. Diese Truppen waren so gut organisiert, dass sie sich gegen rebellierende Janitscharen in den europäischen Eyâlets behaupten konnten. Ermutigt durch diesen Erfolg erließ Selim eine Anordnung, dass in Zukunft jedes Jahr ausgewählte Männer aus den Reihen der Janitscharen in die neue Truppe überführt werden sollten. Als Selim darauf Pläne für eine Art allgemeiner Wehrpflicht vorzubereiten begann, erhoben sich die Janitscharen in Edirne. Angesichts der Anzahl der Rebellen, die 10.000 überschritten haben soll, und angesichts der Heftigkeit ihrer Opposition, die auch durch die Geistlichkeit unterstützt wurde, stellte Selim 1806 die Reformen zunächst ein.
Serbien, Ägypten und andere Regionen wurden nacheinander Schauplatz von Auseinandersetzungen, in denen den Osmanen kein Erfolg beschieden war. Die Janitscharen erhoben sich erneut zu einer Revolte und brachten den Şeyhülislâm dazu, eine Fatwa gegen die Reformen zu erteilen. Am 29. Mai 1807 entthronten und inhaftierten sie Selim und brachten seinen Cousin Mustafa auf den Thron.
Bairakdar Mustafa Paşa, der Pascha von Rustschuk, ein überzeugter Anhänger der Reformen, sammelte nun eine 40.000 Mann starke Armee und marschierte auf die Hauptstadt, um den Gestürzten wieder als Sultan einzusetzen. Er kam jedoch zu spät; Selim war ermordet worden. Um die Reformen trotzdem fortführen zu können, wurde nach Mustafas Absetzung dessen Bruder Mahmud zum neuen Herrscher ernannt.
Selims Vermächtnis sind seine wertvollen Kompositionen für die klassische türkische Musik. Er war künstlerisch sehr begabt und war ein Liebhaber der Musik. Insgesamt sind heute 46 musikalische Werke und Makame bekannt.